# Cirque glaciaire

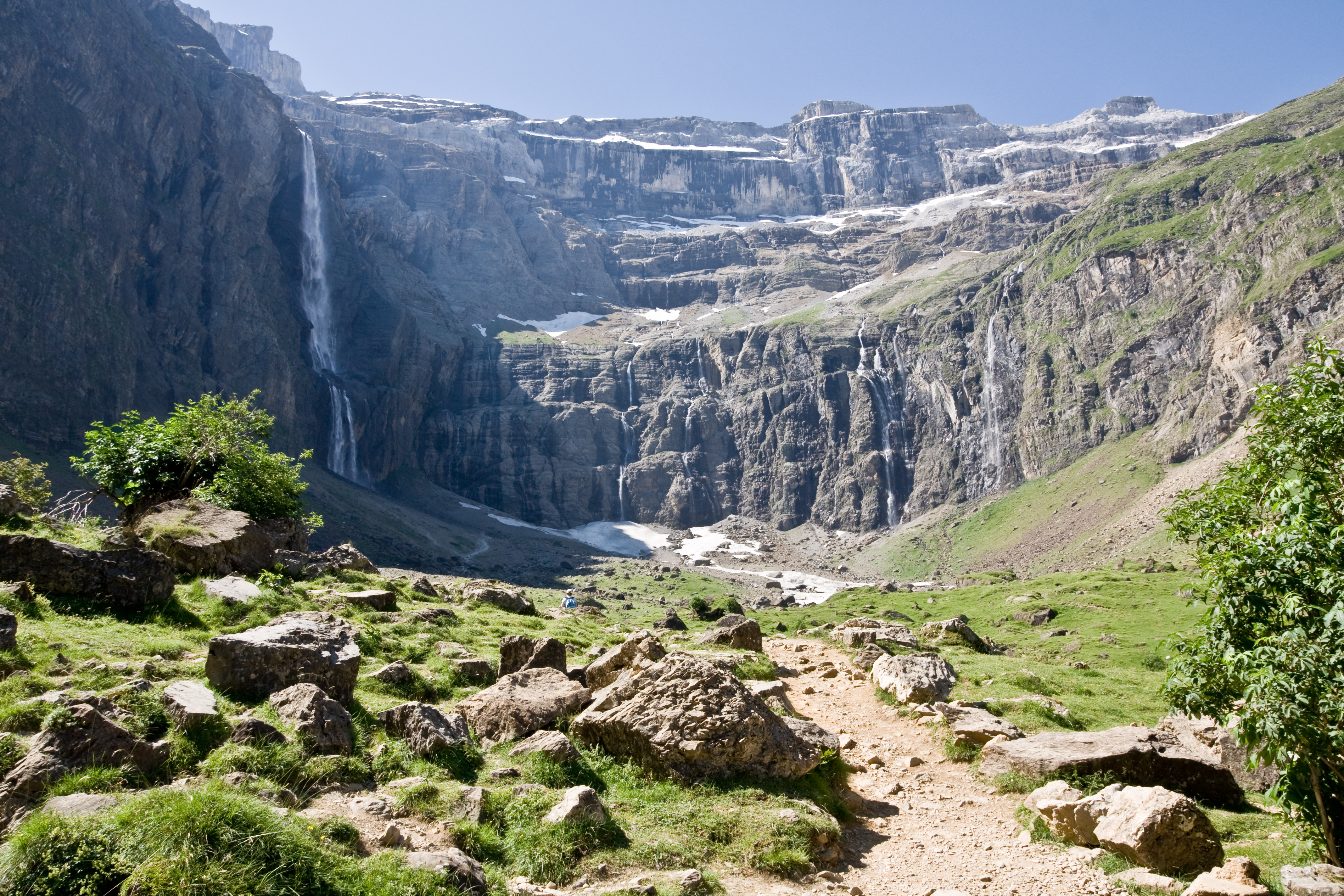
Le cirque de Gavarnie, un amphithéâtre glaciaire.

Situé à l'amont des vallées glaciaires, un cirque glaciaire est une dépression de forme semi-circulaire, entourée de versants raides, que l’on trouve en montagne, qui est ou qui a été occupée par un bassin d’alimentation glaciaire, simple glacier de cirque ou glacier plus long.
Les termes équivalents dans d’autres langues ou selon la localisation peuvent être : Kar ou Kessel (en allemand), creux ou van (dans le Valais suisse), ola (dans les Pyrénées), cwm (dans le pays de Galles), corrie (en Écosse).
Les cirques contiennent souvent un lac d’ombilic glaciaire, lorsque le cirque est abandonné par le glacier, ou un glacier de cirque lorsque le cirque se situe au niveau de la ligne d’équilibre glaciaire régionale. Il convient de distinguer les cirques des niches de nivation (en), plus petites, et des amphithéâtres morainiques, en bout de vallée glaciaire, qui forment des structures de taille beaucoup plus grande (par exemple l’amphithéâtre morainique d'Ivrée).

## Localisation et description des cirques glaciaires
Les cirques glaciaires présentent généralement un rapport de 1 à 3 entre la hauteur et la longueur (rayon du cercle dans lequel s’inscrit ce cirque).

### La localisation des cirques
Le problème de la localisation des cirques glaciaires est double : il doit tenir compte de leur présence de la limite des neiges persistantes et de leur orientation par rapport à la course du soleil au-dessus de l’horizon[pas clair].
- À la limite des neiges éternelles : les cirques se localisent plus volontiers au voisinage de la limite des neiges persistantes, actuelles pour les cirques fonctionnels[Quoi ?], héritées pour les cirques anciens, c’est-à-dire autour de 2 000 m dans les Alpes[2]. Ceci est vraisemblablement dû au rôle majeur des eaux de fonte des neiges, dans les montagnes soumises à des oscillations thermiques. L’enneigement permanent dépend, comme l’enneigement général, de la température et de la quantité de précipitations neigeuses.

- À l’échelle du globe, l’altitude des neiges persistantes actuelles est plus basse dans l’hémisphère austral, plus humide et plus froid que dans l’hémisphère boréal, du fait de la répartition relative des terres et des océans.
- À l’échelle zonale, l’altitude des neiges persistantes actuelles est plus basse dans les régions équatoriales, plus humides que les régions tropicales sèches. On considère que dans les Andes sèches, elle est de 6 000 m, contre 4 600 m en Nouvelle-Guinée dans la zone de climat tropical humide.
- À l’échelle régionale et locale, l’altitude des neiges persistantes actuelles est plus basse dans les hauts versants ubacs que dans les versants orientés à l’adret.

Cette limite varie assez nettement dans le temps. Ainsi, au cours du Pléniglaciaire würmien supérieur, la limite des neiges persistantes aurait été localisée autour de 1 100 m dans les Alpes du Nord, contre 800 m dans les Vosges. Dans les Andes péruviennes, au voisinage de l’équateur, les oscillations diurnes sont plus fortes que les oscillations thermiques saisonnières. Les cirques sont liés à des alternances de temps froid avec enneigement et de temps plus clément avec déneigement et évolution des talus d’éboulis fins.
- L’orientation des cirques : Les cirques ont un rapport étroit avec l’orientation par rapport à la course du soleil au-dessus de l’horizon. Dans l’hémisphère Nord, les cirques les mieux développés sont ceux qui regardent vers le nord, où la fonte des neiges est plus tardive. Un autre cas d’orientation préférentielle correspond à la sensibilité à récolter les précipitations issues des vents humides. Cette capacité peut s’exprimer de deux manières, directement ou indirectement :
  - soit directement et c’est le cas général car la neige s’accumule au sein du versant le plus arrosé,
  - soit indirectement car la neige peut être chassée par le vent le long du versant au vent, la neige s’accumulant au pied de la paroi située sous le vent : c’est l’effet « chasse-neige ».

Dans la vallée de Chamonix, on constate une dissymétrie des cirques glaciaires entre le massif du Mont-Blanc, regardant vers le nord-ouest et celui des aiguilles Rouges, regardant vers le sud-est. Cette dissymétrie est due à la fois à l’orientation par rapport au soleil et par rapport aux vents d’ouest apportant les précipitations et au « déterminisme structural », le massif du Mont-Blanc est plus élevé que le massif des aiguilles Rouges. Dans le val Vény, ce schéma se reproduit dans l’autre sens : les cirques glaciaires actifs sont localisés à l’adret, au sein du massif du Mont-Blanc, plus élevé que les crêtes du versant ubac, dont l’altitude ne dépasse guère 3 000 m.

### Les groupements de cirques
Les cirques sont rarement isolés dans un massif montagneux, et il est fréquent de les rencontrer en assez grand nombre ; on peut alors distinguer deux combinaisons principales, qui ne s’excluent mutuellement pas, la deuxième prenant le relais de la première lorsque l’altitude diminue :
- Les cirques de même niveau : Les cirques se trouvent à peu près au même niveau, alignés sur les flancs des hauts sommets, ils se touchent parfois et certains cirques ont des parois onduleuses formées de niches successives séparées par de petits promontoires. Ces cirques de plus grande taille sont liés à la coalescence de cirques simples.

- Les cirques étagés : Les cirques s’échelonnent le long d’une même vallée, à des altitudes différentes, et l’on remarque souvent une bonne hiérarchisation des formes, au fur et à mesure que l’altitude décroît : un ensemble de petits cirques plus ou moins coalescents rongeant la base des sommets, des formes plus grandes mais moins nombreuses dominant la vallée principale et un vaste amphithéâtre glaciaire, situé à l’extrémité amont d’une vallée glaciaire. La hiérarchisation des cirques glaciaires n’est pas sans rappeler la hiérarchisation des talwegs dans le bassin de réception torrentiel.

- Le cas des amphithéâtres glaciaires : L’amphithéâtre glaciaire, pouvant être nommé aussi bout d’auge ou mégacirque, est défini comme une vaste dépression à la naissance des vallées glaciaires, creusée ou surcreusée par les glaciers. C’est au sein des amphithéâtres glaciaires que la hiérarchisation théorique des différents cirques sus-décrite s’observe le mieux. Ils sont généralement bien conservés dans les roches massives, cohérentes et homogènes, dans les calcaires, comme le cirque du Fer-à-Cheval (Alpes du Faucigny) ou le cirque de Gavarnie (Pyrénées occidentales) ou dans les granites, comme la vallée du Lis à l’amont de Luchon (Pyrénées centrales).

L’élaboration des amphithéâtres glaciaires est liée à la confluence des glaciers quaternaires, voire actuels, descendus des cirques élémentaires situés plus en amont. Certains de ces cirques peuvent être occupés par des lacs. Les amphithéâtres déglacés possèdent souvent sur leurs murailles impressionnantes, de hautes cascades (cascade de Gavarnie : 426 m), qui soulignent les gradins de confluence. Le spectacle des cascades est exacerbé dans les cirques calcaires, par temps d’orage.
Si les roches ne sont pas suffisamment résistantes ou si elles présentent une grande variété lithologique, à l’amont des vallées glaciaires, les gradins de confluence entre les cirques perchés et le fond de l’auge n’ont pas de dénivelé suffisant pour engendrer un amphithéâtre glaciaire. C’est le cas pour la haute vallée de l'Ubaye où l’éventail pétrographique est très large et les hautes vallées du Guil et de l’Aigue Agnelle (Queyras) où les schistes lustrés dominent le paysage.

## La genèse des cirques glaciaires
La genèse des cirques procède parfois de la transformation d’un bassin de réception torrentiel en bassin d’alimentation glaciaire. La naissance du glacier s’accompagne de la formation de rimayes, qui jouent un rôle essentiel dans la genèse des cirques glaciaires.

### Les anciennes interrogations
L’altitude de la crête dominant les cirques glaciaires est assez constante au sein d’une même région, c’est l’« oberes denudations », niveau à partir duquel émergent les roches les plus résistantes, constituant les horns. Le problème principal posé par les cirques glaciaires est, en fait, celui de l’altitude de leur base. Deux hypothèses ont longtemps été en balance :
- L’hypothèse morphologique  : selon certains auteurs davisiens de l’école parisienne des années 1940-1950, les cirques correspondraient à des replats d’érosion préglaciaire simplement remaniés par l’enneigement.
- L’hypothèse climatique : selon les auteurs germaniques et l’école grenobloise des années 1940-1950, la base des cirques correspondrait à un ancien niveau d’enneigement persistant. Ainsi, Ch.-P. Péguy 1947 a effectué un recensement des lacs et laquets en haute-Durance. Il ressort de cette étude que les lacs occupent indifféremment les hauts adrets et les hauts ubacs, mais il apparaît assez nettement que les lacs de cirque — les plus élevés — se localisent plus bas à l’ubac qu’à l’adret, confortant ainsi l’hypothèse de l’origine dynamique des cirques.

### Du torrent au glacier
Au début de la glaciation, le bassin de réception d'un torrent peut devenir une zone de flaques à neige, neige qui se transforme ensuite en névé puis en glace.
- La phase de névé : Au début des périodes froides, naissent les niches de nivation à la faveur de conditions favorables : un creux mal exposé par rapport au soleil, permettant la conservation de la neige toute l’année et/ou un point de convergence de couloirs et de cône d’avalanches, qui accumulent de la neige préalablement durcie.

- Du névé au glacier : À l’amont d’un glacier, le passage du névé au bassin d’alimentation glaciaire peut se faire en trois grandes étapes :
  - La phase de névé immobile : Le névé va rester quasiment immobile tant que son épaisseur n’est pas suffisante, pour que sa masse puisse vaincre le coefficient de frottement sur le plancher.
  - La genèse de l’écoulement glaciaire : Lorsque la masse est suffisante, des glissements par paquets avec composante ascendante vers l’aval dans la partie inférieure du cirque se produisent, avec une intensité variable. Dans certains cas, ils permettent même une extirpation du matériel rocheux du fond du cirque.
  - Le glissement par rotation : Pour passer à la phase suivante, celle du glissement par rotation, outre la nécessité d’un cirque déjà creusé, deux conditions nécessaires sont requises : il faut, d’une part que le mouvement des couches inférieures de glace soit bloqué par un verrou fermant le cirque à l’aval, ou des aspérités considérables. Il faut d’autre part une épaisseur de glace suffisante, pour qu’elle puisse s’écouler par plasticité.

Lorsque le cirque est englacé, il contient donc trois types de matériaux : la neige fraîche, le névé et la glace. Dans la Vallée Blanche (amont de la Mer de Glace), on totalise 170 m d’épaisseur, dont 30 m de névé, résultat obtenu par sondage sismique (Gaudet, 1973).
Cependant, la genèse d’un cirque à partir d’un bassin de réception torrentiel n’est pas nécessaire et la plupart dérivent en fait de l’évolution d’un simple creux où s’accumule la neige en saison chaude. L’existence de cirques dans les roches perméables (calcaires) ou très fissurées (schistes cristallins du massif du Mont-Blanc) en est la meilleure preuve.

### Le rôle majeur de la rimaye
Ces divers mouvements se produisent ainsi sous la contrainte du névé et du glacier, notamment grâce aux différences de densité entre la neige fraîche ou déjà évoluée, la neige de névé et la glace. Ces différences de densité permettent donc un mouvement notable du glacier par rapport au névé et un léger mouvement du névé. Ces mouvements induisent donc de larges fentes, appelées rimayes entre glacier et névé d’une part, entre névé et rocher d’autre part.
- Un moteur : la gélifraction : Le processus d’érosion dominant pour l’évolution du cirque glaciaire est l’activité considérable de la gélifraction qui s’exerce le long de la rimaye amont située entre rocher et névé, largement ouverte pendant la saison chaude. Cette action est particulièrement intense par suite de l’abondance de l’eau, qui sourd en été, provenant de la fusion superficielle aussi bien que des sources. Elle est beaucoup moins intense sur la paroi rocheuse abrupte, qui domine le glacier et qui est soumise à l’évaporation directe, sous l’action du soleil. Cependant, des études effectuées dans la Jungfraujoch (Lliboutry, 1965) montrent que les températures de l’air dans la rimaye oscillent entre 0 et −1 °C et que seule une variation rapide des températures (+0,1 °C par minute) permet la gélifraction le long de la rimaye, alors que les parois en amont subissent une gélifraction intense et quasi permanente. Ceci se produit lorsque les rimayes sont largement ouvertes, lorsque le niveau du glacier est très bas. Il semblerait donc que seule la rimaye amont soit à l’origine du creusement du cirque, par recul des parois.

- Les autres effets de la rimaye : La descente de l’eau en été, le long de la paroi rocheuse a d’autres conséquences : ces eaux peuvent s’accumuler sur le plancher du cirque, sous la glace et y occuper les creux. Elles sont comprimées par la glace occupant le fond du cirque, elles exercent sur elle une pression hydrostatique et tendent à la faire se décoller du bedrock, donc à faciliter son mouvement rotationnel. Le glacier de cirque peut donc entraîner des débris en provenance des terrains ameublis lors d’une phase de décollement, voire d’une phase de retrait, ce qui explique le recul de ces derniers. En fait, il semble que l’évolution du plancher des cirques ait un façonnement réduit voire nul tandis que reculent activement les parois en formant muraille. Ainsi naissent l’ombilic et le verrou de cirque : l’ombilic se situe dans la zone surcreusée, le verrou ferme le cirque.

- Les rimayes dynamiques : Selon G. Galibert (1965), la rimaye dynamique existant entre les carapaces nivales de versant et le cirque glaciaire joue un grand rôle dans la genèse des cirques et notamment dans la formation d’encoches dans les murailles du cirque. Il s’agit d’un site d’attaque privilégié de la cryoclastie qui connaît une humidité quasi constante jusqu’à 4 000 m d’altitude, excepté l’hiver et qui ne s’oppose pas à la pénétration des oscillations thermiques, principalement dans les petites rimayes, jusqu’à 10 m de profondeur où les variations thermiques diurnes pénètrent avec un certain retard et de plus en plus atténuées si la rimaye est profonde (Bozonnet, 1981).

### Les influences litho-structurales
Comme toute forme d’érosion, les cirques glaciaires occupent les positions structurales les plus favorables. Ces influences litho-structurales guident l’érosion.
- Le rôle de la lithologie : Les cirques élémentaires sont particulièrement bien développés dans les types de roches où le démolissage d’une paroi par le gel donne une paroi raide et progresse rapidement. Les cirques se localisent souvent dans des zones de roches plus facilement détruites (roches plus diaclasées donc plus poreuses). En effet, selon G. Galibert (1965), la mécanique des roches consécutive à l’enlèvement par l’érosion d’une tranche de versant, desserre la roche suivant les directions structurales antérieures. Seule la hiérarchie de l’importance des plans de fractionnement est modifiée en profondeur.

- Le rôle du pendage : Dans les régions comportant des roches sédimentaires, le pendage des couches géologiques joue également : les cirques qui attaquent le front des couches à pendage monoclinal ont des murailles très hautes, et leur recul est contrarié par le pendage. Au contraire, les cirque de revers, dans le sens du pendage, sont le plus souvent nombreux et petits, médiocrement étagés les uns par rapport aux autres.En outre, lorsque la dissymétrie lithologique s’exprime nettement dans la géomorphologie, la dissymétrie climatique peut s’exprimer. Les versants en pendage conforme, où la pente est moins forte que celle des versants en pendage contraire peuvent être affectés par l’effet chasse-neige.

### Synthèse
Dans les bassins-versants du Drac et de la Romanche (Oisans), G. Monjuvent (1978) a tenté une hiérarchisation des conditions favorables et défavorables à l’établissement des cirques élémentaires au Würm.
- Les conditions favorables : Par ordre d’incidence décroissante dans la genèse des cirques, on a :
  - la topographie initiale : Il peut s’agir d’une surface régulière ou irrégulière, à partir de laquelle la pente est comprise entre 10° et 30-35° ;
  - l’altitude : Elle doit être supérieure ou égale à 1 900 m, altitude des neiges persistantes au Würm dans les Alpes du Nord ;
  - la lithologie : Les cirques glaciaires sont, le plus souvent creusés dans un site où l’alternance roche dure/roche tendre est la règle, permettant le jeu de l’érosion différentielle ;
  - la structure : Les cirques sont souvent creusés dans des zones broyées ou faillées, guidant l’érosion glaciaire et déterminant la densité des cirques glaciaires ;
  - l’orientation : L’orientation des cirques n’apparaît pas comme un facteur important de leur développement au Würm. En effet, les cirques würmiens du massif des Écrins « semblent se distribuer de façon indifférente et ne présenter aucun rapport altitude/orientation » (Monjuvent, 1978). Cependant, l’orientation au Nord apparaît un facteur favorable à la conservation des glaciers au Postglaciaire.

- Les conditions défavorables : Il existe deux conditions défavorables à l’établissement des cirques élémentaires au Würm : une topographie verticale ou subverticale, interdisant le mouvement de la glace et une altitude inférieure à 1 900 m.

On voit ainsi le rôle déterminant des conditions litho-structurales dans la genèse des cirques. Celles-ci jouent également un rôle prédominant dans la classification des cirques.

## Les grands types de cirques
La typologie proposée s’appuie sur la forme et la profondeur des cirques, étroitement dépendante du contexte lithostructural.

### Les cirques en fauteuil
Ils sont relativement nombreux dans les Alpes, d’où le nom de cirque « alpin » qu’on leur donne parfois. Comme leur nom l’indique, ces types de cirques sont à l’image du fauteuil, avec trois principales caractéristiques :
- Ils sont plus profonds qu’ils ne sont larges ;
- Ils ont des bords verticaux ou subverticaux escarpés appelés murailles de cirque comprenant assez souvent une haute pyramide dominant le niveau des crêtes, appelée horn ;
  - Lorsqu’ils sont libérés par la glace, ils contiennent souvent un lac profond, dû à l’accumulation des eaux à l’aval du verrou glaciaire, ce dernier étant en général assez imposant.

Les cirques en fauteuil se rencontrent souvent dans les roches de faciès homogènes et résistants, comme les granites, les gneiss et roches métamorphiques compacts, les calcaires massifs où un déblaiement vertical l’emporte sur l’érosion du plancher. Ils sont souvent dominés par le horn. À l’image du Cervin (4 478 m), il s’agit d’une haute pyramide rocheuse dominant généralement le niveau altitudinal moyen des crêtes de recoupement au sein d’un modelé glaciaire de haute montagne. Les arêtes des horns sont concaves et leurs sommets tendent à devenir de plus en plus aigus. Ces pyramides sont liées au recul progressif des cirques glaciaires, essentiellement par cryoclastie, au sein de la rimaye lorsque les cirques sont englacés ou à l’air libre.

### Les cirques en van
Le terme de « van » correspond un instrument servant à vanner le grain. Relativement fréquents dans les Pyrénées, ils ont pu parfois être nommés « cirques pyrénéens ». Ils sont assez larges, leur fond est plat ou modérément ondulé, les crêtes qui les dominent sont peu élevées et les parois moins pentues que dans le cirque en fauteuil. Les versants sont couverts de débris qui les régularisent : ils sont donc nettement moins raides ; ces accumulations peuvent être, à haute altitude, des éboulis fluants voire de véritables glaciers rocheux, comme aux environs du lac d'Allos (Jorda, 1976). Le lac contenu dans un cirque en van est donc beaucoup moins profond que dans le cirque en fauteuil.
Le plancher du cirque en van étant constitué de roches plus résistantes que les parois, le surcreusement y est beaucoup plus difficile, la langue glaciaire qui en sort est moins épaisse, l’érosion est donc moindre et le déblaiement latéral domine par rapport à l’approfondissement. La formation des cirques en van de plusieurs massifs des Pyrénées (Bassiès, Carlit, Maladeta) semble être imputable à l'action des petits glaciers résiduels des périodes interglaciaires (Holocène...) ou de déglaciation (Tardiglaciaire) plutôt qu'à celle des vastes glaciers des périodes glaciaires (Würm, Riss...).

### Les formes moins nettes
Parfois nommées « cirque en entonnoir d’amont », ce sont des formes molles, assez bâtardes, qui ne sont généralement ni surcreusées ni verrouillées. L’érosion postglaciaire — torrentialité, solifluxion et gélifluxion de tous types, éboulisation… — a largement contribué à la dégradation de ces formes peu nettes dès l’origine. On les trouve dans les roches se débitant en plaquettes (flyschs et schistes notamment…), qui ne permettent pas une action nette de l’érosion par le névé. Ainsi, dans le Queyras schisteux (environ 75 % de la superficie du Queyras), on observe des esquisses de cirques glaciaires, aux formes larges, évasées et cernées de crêtes ruinées ou très émoussées.

## Les niches de nivation
Les niches de nivation correspondent à des alvéoles plus ou moins grands, concaves, où la neige s’accumule en hiver, et où la fonte, même partielle reste relativement difficile en été, ce qui permet une diagenèse partielle de la neige vers la neige de névé. La période de fonte et de regel de la neige est plus longue dans les niches de nivation des régions tropicales. Ce sont des formes nettement plus petites que les cirques glaciaires s.s. Elles sont actuelles dans les régions périglaciaires (hautes altitudes et hautes latitudes), parfois héritées comme dans les régions de moyenne montagne ou le domaine nord-méditerranéen.

## Les sites des niches de nivation
Les principales causes de la persistance des flaques de neige sous une paroi rocheuse plus ou moins haute sont la répétition des avalanches au sein de couloirs d’avalanche convergeant vers un site précis et la suralimentation neigeuse, par effet de « chasse-neige », le long d’un versant au vent, la neige s’accumulant au pied de la paroi située sous le vent.
Ainsi, les sites préférentiels des niches de nivation se trouvent être les creux ombragés, une convergence de couloirs d’avalanches ou un replat, un vallonnement d’origine quelconque, favorisant l’accumulation de la neige par le vent au sein du versant. En Islande, on peut observer le sol gelé sous la flaques de neige, car l’eau de fonte, percolant à travers la neige, vient geler superficiellement en été. Les deux processus d’érosion majeurs sont donc la fragmentation du matériel par la gélifraction et son exportation par les eaux de fonte qui effectuent un lavage du matériel.

## La partie aval des niches de nivation
À l’aval de la plaque de neige, associée aux niches de nivation, la concentration des produits fins par le ruissellement favorise l’action d’une gélivation intense, qui engendre la formation de sols géométriques, la reprise du matériel par la gélifluxion — formes en bourrelets — puis, vers l’aval, on remarque des langues étalées en gradins. Une fois que les creux de nivation sont suffisamment profonds, les flaques de neige persistent d’une année sur l’autre et peuvent devenir de véritables névés, avec transformation physique de la neige par diagenèse.

## Les niches de nivation fossiles en Basse Provence
Souvent, en basse-Provence, des vallons possèdent plusieurs niches de nivation héritées du Würm, même à de très basses altitudes : dans le chaînon de la Nerthe, au sud de l’étang de Berre, on peut en rencontrer à 70 m au-dessus du niveau marin actuel. Leur orientation vers le Sud — en position d’adret — apparaît a priori surprenante. Elle s’explique néanmoins par l’effet de chasse-neige lié au mistral.